# Cantón de Dreux-Oeste
El cantón de Dreux-Oeste era una división administrativa francesa, que estaba situada en el departamento de Eure y Loir y la región de Centro-Valle de Loira.

## Composición
El cantón estaba formado por ocho comunas, más una fracción de la comuna que le daba su nombre:
- Allainville
- Boissy-en-Drouais
- Crécy-Couvé
- Dreux (fracción)
- Garancières-en-Drouais
- Louvilliers-en-Drouais
- Montreuil
- Saulnières
- Vert-en-Drouais

## Supresión del cantón de Dreux-Oeste
En aplicación del Decreto nº 2014-231 de 24 de febrero de 2014, el cantón de Dreux-Oeste fue suprimido el 22 de marzo de 2015 y sus 9 comunas pasaron a formar parte; siete del nuevo cantón de Dreux-1, una del nuevo cantón de Anet y la fracción de la comuna que le daba su nombre se unió con las demás para que, por medio de una reestructuración cantonal, fueran creados los nuevos cantones de Dreux-1 y Dreux-2.